# Vilém Kurz Młodszy
Vilém Kurz Młodszy (ur. 23 grudnia 1872 w Havlíčkův Brodzie, zm. 25 maja 1945 w Pradze) – czeski pianista i pedagog.

## Życiorys

### Młodość (1872–1898)
Urodził się jako syn pisarza, polityka i krajoznawcy – Viléma Kurza Starszego. Początkowo uczył się u pani Štěpinové w Kutnej Hoře. Gdy ojca przeniesiono do Pragi, rozpoczął naukę w szkole Högera. W wieku 13 lat definitywnie wszedł na ścieżkę rozwoju muzycznego i stał się uczniem znanego nauczyciela fortepianu – Jakuba Virgila Holfelda, a potem także F.Z. Skuherského i K. Knittla. Publicznie występować zaczął od 1891 – interpretował dzieła zarówno klasyczne, jak i współczesne. Jego gra zyskała uznanie w Czechach i poza ich granicami – występował w konkursie o nagrodę Rubinsteina w 1895, gdzie aplauz publiczności wzbudziły wyborne interpretacje dzieł Johanna Sebastiana Bacha. Razem z Bohuslavem Lhotským i Bedřichem Váškou założyli České trio.

### Profesor konserwatorium we Lwowie (1898–1919)
W 1898 Kurz został mianowany profesorem Konserwatorium Galicyjskiego Towarzystwa Muzycznego we Lwowie (po 1918 roku przemianowanym na Polskie Towarzystwo Muzyczne we Lwowie). W tym czasie przewagę w jego życiu zaczęła zyskiwać działalność pedagogiczna, aczkolwiek w Polsce jeszcze trochę koncertował. W konserwatorium lwowskim był szefem całego oddziału fortepianowego i założył tu ceniony kurs gry na fortepianie i pedagogiki. Talenty nauczycielskie sprawiły, że zyskał dużą sympatię studentów polskich i rosyjskich. 19 listopada 1899 urodziła mu się córka Ilona Štěpánová-Kurzová – późniejsza wirtuozka fortepianowa.
Podczas I wojny światowej (1914) konserwatorium przeniesiono do Wiednia, gdzie Kurz jeszcze przez jakiś czas uczył. Z uwagi na konflikt polsko-ukraiński powrót do Lwowa był utrudniony – w mieście trwały walki. 19 marca 1919 dom Kurza został nawet trafiony pociskiem, który jednak szczęśliwie nie wybuchł.

### Profesor szkoły mistrzów praskiego konserwatorium (1919–1945)
W sierpniu 1919, ze względu na wojnę, rodzina Kurzów wyprowadza się ostatecznie ze Lwowa. Najpierw do Wiednia, a potem do Brna, gdzie mistrz był mianowany, podobnie jak Leoš Janáček, profesorem w szkole mistrzów konserwatorium praskiego, z przydziałem do stolicy Moraw. Tutaj rozpoczął działalność pisarską. W Brnie, 28 maja 1925 narodził mu się wnuk – Pavel Štěpán – również znany czeski pianista. Od 1928 przeniósł się znów do Pragi. Metody nauczania Kurza czerpią ze wzorów jego nauczyciela – T. Leszetyckiego, ale zawierają w sobie też modernizacje nauki gry na fortepianie. Kurz tłumaczył w tym czasie liczne dzieła literatury pianistycznej.
Pochowany został na Cmentarzu Wyszehradzkim w Pradze.

## Uczniowie
- córka Ilona Štěpánová-Kurzová
- Rudolf Firkušný
- Franciszek Łukasiewicz
- wnuk Pavel Štěpán
- František Maxian
- Zdeněk Jílek
- Ilja Hurník
- Viktorie Švihlíková
- Vilém Vaňura
- Edward Steuermann

oraz L. Svobodová, B. Gsellhofer, A. Grunfeldová, A. Sarauer, E. Horodyski, Hel. Lisicka, V. Barvińśkyj, A. Tadlewski, Rud. Macudzinski, M. Lipovšek, włoskie pianistki M. Gennari i B. Ducati i inni. Życie jednego z najznamienitszych uczniów – Gidéona Kleina (ur. 1919 w Přerově), zakończyło się tragicznie w obozie koncentracyjnym Furstengrube (styczeń 1945).

## Publikacje
- Elementární etudy, Barenreiter, Praga, 2000
- Sonatiny a ronda, Barenreiter, Praga, 2000
- Technické základy klavírní hry, Praga, 1924, IX wydanie – Praga 1966
- O klavírních metodách starších i novějších, Brno, 1922
- Postup při vyučování hře na klavír, Brno, 1921, II wydanie, 1930, opracowane przez Růženę Kurzovą